# Іст-Бронсон (Флорида)
Іст-Бронсон (англ. East Bronson) — переписна місцевість (CDP) в США, в окрузі Леві штату Флорида. Населення — 2025 осіб (2020).

## Географія
Іст-Бронсон розташований за координатами 29°27′33″ пн. ш. 82°35′26″ зх. д. / 29.45917° пн. ш. 82.59056° зх. д. (29.459296, -82.590538).  За даними Бюро перепису населення США в 2010 році переписна місцевість мала площу 29,63 км², уся площа — суходіл.

## Демографія
Згідно з переписом 2010 року, у переписній місцевості мешкало 1945 осіб у 727 домогосподарствах у складі 521 родини. Густота населення становила 66 осіб/км².  Було 832 помешкання (28/км²).
Расовий склад населення:
| - 86,6 % — білих - 5,6 % — чорних або афроамериканців - 0,5 % — вихідців з тихоокеанських островів - 0,3 % — корінних американців - 0,3 % — азіатів - 3,8 % — осіб інших рас |

До двох чи більше рас належало 2,9 %. Частка іспаномовних становила 13,8 % від усіх жителів.
За віковим діапазоном населення розподілялося таким чином: 23,4 % — особи молодші 18 років, 61,9 % — особи у віці 18—64 років, 14,7 % — особи у віці 65 років та старші. Медіана віку мешканця становила 40,0 року. На 100 осіб жіночої статі у переписній місцевості припадало 97,3 чоловіків;  на 100 жінок у віці від 18 років та старших — 95,2 чоловіків також старших 18 років.
Середній дохід на одне домашнє господарство  становив 34 086 доларів США (медіана — 28 864), а середній дохід на одну сім'ю — 39 555 доларів (медіана — 36 250). Медіана доходів становила 20 234 долари для чоловіків та 31 360 доларів для жінок. За межею бідності перебувало 32,9 % осіб, у тому числі 69,4 % дітей у віці до 18 років та 11,9 % осіб у віці 65 років та старших.
Цивільне працевлаштоване населення становило 442 особи. Основні галузі зайнятості: освіта, охорона здоров'я та соціальна допомога — 28,1 %, будівництво — 19,5 %, роздрібна торгівля — 19,0 %.